# アンナ・ベッソノバ
アンナ・ヴラジーミロヴナ・ベッソノバ（ウクライナ語：Ганна Володимирівна Безсонова, ロシア語：Анна Владимировна Бессонова, 英語：Ganna Volodymyrivna Bessonova 又は Anna Vladimirovna Bessonova, 1984年7月29日 - ）は、ウクライナの元新体操選手。身長174cm。ベッソノワ、ベッソーノワという表記の場合もある。ウクライナの公用語であるウクライナ語名ではハンナ・ヴォロディームィリウナ・ベズソノヴァだが、ウクライナ語名に沿った日本語表記は使用されていない。

## 経歴
ウクライナのキーウ出身。デルギナスクール（DERIUGINA SCHOOL）所属。母は元新体操（団体）選手、父は元サッカー選手のウラジーミル・ベスソノフ。ニックネームは、ベス、アーニャ。尊敬する選手は、アレクサンドラ・ティモシェンコ。
近年の大会ではロシアのアリーナ・カバエワ・イリーナ・チャシナとトップを争い「3強」と称されていたが、いずれも3番手に甘んじていることが多かった。しかしながら、ハイキックをはじめ長い手足を活かした芸術性への評価は高く、演技の美しさよりも技の難易度の高さを重視する現在の採点方法とプレイスタイルがかみ合っていないためだとする見方も出来る。その逆境の中、ついに2007年の世界選手権では、ロシア勢を抑えて念願の個人総合1位となった。
北京オリンピックの金メダル候補として迎えた2008年だが、ヨーロッパ選手権で成長著しいロシアの
エフゲニア・カナエワに敗れ、個人総合2位となる。北京オリンピックでも、カナエワ、ベラルーシのインナ・ジュコワに敗れ、アテネオリンピックに続き銅メダルに終わる。

## 競技成績
- 2002年
  - イオンカップ2002  シニアの部  総合5位
- 2003年
  - イオンカップ2003  シニアの部  総合3位
  - 世界新体操選手権  個人総合2位
- 2004年
  - ヨーロッパ選手権  個人総合2位
  - アテネオリンピック  個人総合3位（銅メダル）
- 2005年
  - ワールドゲームズ  ロープの部 1位
  - 第23回ユニバーシアード 個人総合1位
  - イオンカップ2005  シニアの部  総合3位
  - ヨーロッパ選手権 個人総合3位
  - 世界新体操選手権  個人総合2位
- 2006年
  - ワールドカップシリーズ  ロープ、クラブ、リボン  1位
  - ヨーロッパ選手権 個人総合3位
  - イオンカップ2006  シニアの部 個人4位
- 2007年
  - 世界新体操選手権  個人総合1位
  - 第24回ユニバーシアード 個人総合1位
  - イオンカップ2007  シニアの部 個人3位
- 2008年
  - ヨーロッパ選手権  個人総合2位
  - 北京オリンピック  個人総合3位（銅メダル）
  - イオンカップ2008  シニアの部 個人2位
- 2009年
  - 世界新体操選手権  個人種目別(ロープ)3位
  - 世界新体操選手権  個人種目別(ボール)3位
  - 世界新体操選手権  個人種目別(リボン)2位
  - 世界新体操選手権  個人総合3位

## TV出演
- 2005年12月30日『スポーツ美女と野獣 美女アスリート舞踏会』日本テレビ